# Чемпіонат Англії з футболу 2009—2010: Прем'єр-ліга
Англійська прем'єр-ліга 2009—2010 (англ. Barclays Premier League) — 18-ий сезон англійської Прем'єр-ліги, заснованої 1992 року. Участь у змаганні взяли 20 команд, переможцем сезону став лондонський «Челсі», який перервав трирічну чемпіонську серію «Манчестер Юнайтед» та встановив новий рекорд результативності у Прем'єр-лізі, забивши по ходу сезону 103 голи. Сезон розпочався 15 серпня 2009 року та завершився 9 травня 2010. Перед початком матчу-відкриття кожного туру змагання вболівальники хвилинними аплодисментами вшановували пам'ять легендарного англійського гравця і тренера Боббі Робсона, який помер на 77-му році життя за два тижні до початку сезону Прем'єр-ліги. 
Боротьба за чемпіонський титул тривала до останнього туру, перед початком якого лондонський «Челсі» випереджав на одне очко «Манчестер Юнайтед». Цей відрив зберігся й на фініші сезону, оскільки обидва лідери чемпіонату в останньому турі здобули впевнені перемоги відповідно над «Віган Атлетік» (8:0) та «Сток Сіті» (4:0). Цей чемпіонський титул, здобутий вперше з 2006 року, став для «аристократів» четвертим в історії та третім під егідою Прем'єр-ліги. Головний тренер команди Карло Анчелотті зміг здобути перемогу у чемпіонаті в першому ж сезоні роботи з командою. За тиждень після завершення сезону очолюваний італійським спеціалістом «Челсі» зробив «дубль», додавши до своїх трофеїв ще й черговий Кубок Англії. Найкращим бомбардиром сезону став лідер атак команди-чемпіона івуарієць Дідьє Дрогба, який забив 29 голів Загалом «Челсі» продемонстрував ефективний атакувальний футбол, досягнувши середньої результативності 2,71 гола за гру та встановивши новий рекорд результативності Прем'єр-ліги на рівні 103 гола за сезон.
У лютому 2010 року «Портсмут» став першим діючим клубом Прем'єр-ліги, що став на межі банкрутства і в якому з метою фінансового оздоровлення було введено тимчасову адміністрацію. Через фінансові негаразди команду клубу було оштрафовано на дев'ять залікових очок і вже за два місяці «Портсмут» втратив математичні шанси піднятися вище 18-го місця у турнірній таблиці та зберегти таким чином за собою місце у Прем'єр-лізі. Згодом визначилися й ще дві команди, що за результатами сезону залишили найвищий дивізіон англійського футболу, ними стали «Халл Сіті» та дебютант Прем'єр-ліги «Бернлі».

## Команди-учасниці
У змаганнях Прем'єр-ліги сезону 2009—2010 взяли участь 20 команд, включаючи 17 команд-учасниць попереднього сезону та три команди, що підвищилися у класі з Чемпіонату Футбольної ліги.
«Ньюкасл Юнайтед», «Мідлсбро» та «Вест-Бромвіч Альбіон», що зайняли останні три місця у розіграші Прем'єр-ліги попереднього сезону вибули до Чемпіонату Футбольної ліги. При цьому «Ньюкасл» втратив місце у найвищому дивізіоні вперше з 1993 року, в якому команда пробилася до еліти англійського футболу. «Мідлсбро» понизився у класі після 11-річного перебування у Прем'єр-лізі, а «Вест-Бромвіч» не зміг закріпитися у лізі, пробившись до неї лише роком раніше.
Переможці сезону у другому за силою англійському дивізіоні «Вулвергемптон Вондерерз» та їх найближчий переслідувач «Бірмінгем Сіті» напряму отримали право виступів у Прем'єр-лізі цього сезону. Третьою командою, що пробилася до Прем'єр-ліги 2009—2010, став «Бернлі», який здобув це право перемогою у матчі плей-оф і для якого ця участь у змаганнях найвищого за рівнем дивізіону Англії стала першою за 33 роки.
«Манчестер Юнайтед» розпочинав сезон як чинний чемпіон Англії і ставив на меті здобути четверту поспіль перемогу у Прем'єр-лізі, яка б стала для «червоних дияволів» 19-м титулом національних чемпіонів та дозволила перевищити показник у 18 чемпіонських титулів, який крім «Манчестера» мав «Ліверпуль».
За географічною ознакою найбільше представництво у Прем'єр-лізі сезону 2009—2010 серед дев'яти регіонів Англії мав регіон Північно-Західна Англія з його вісьмома клубами («Блекберн Роверз», «Болтон Вондерерз», «Бернлі», «Евертон», «Ліверпуль», «Манчестер Сіті», «Манчестер Юнайтед», та «Віган Атлетік»); далі йшли Великий Лондон, представлений п'ятьма лондонськими клубами («Арсенал», «Челсі», «Фулхем», «Тоттенгем Готспур» та «Вест Гем Юнайтед»), та Західний Мідленд з чотирма клубами («Астон Вілла», «Бірмінгем Сіті», «Сток Сіті» та «Вулвергемптон Вондерерз»). По одній команді-представнику мали Північно-Східна Англія («Сандерленд»), Йоркшир і Гамбер («Халл Сіті») та Південно-Східна Англія («Портсмут»).

### Міста і стадіони
| Команда                   | Місто              | Стадіон           | Місткість |
| ------------------------- | ------------------ | ----------------- | --------- |
| «Арсенал»                 | Лондон             | Емірейтс          | 60,355    |
| «Астон Вілла»             | Бірмінгем          | Вілла Парк        | 42,788    |
| «Бірмінгем Сіті»          | Бірмінгем          | Сент-Ендрюс       | 30,009    |
| «Блекберн Роверз»         | Блекберн           | Івуд Парк         | 31,367    |
| «Болтон Вондерерз»        | Болтон             | Рібок             | 28,723    |
| «Бернлі»                  | Бернлі             | Терф Мур          | 22,546    |
| «Челсі»                   | Лондон             | Стемфорд Брідж    | 42,055    |
| «Евертон»                 | Ліверпуль          | Ґудісон-Парк      | 40,157    |
| «Фулхем»                  | Лондон             | Крейвен Коттедж   | 25,700    |
| «Халл Сіті»               | Кінгстон-апон-Галл | КС Стедіум        | 25,586    |
| «Ліверпуль»               | Ліверпуль          | Енфілд            | 45,276    |
| «Манчестер Сіті»          | Манчестер          | Сіті оф Манчестер | 47,726    |
| «Манчестер Юнайтед»       | Манчестер          | Олд Траффорд      | 76,212    |
| «Портсмут»                | Портсмут           | Фраттон Парк      | 20,688    |
| «Сток Сіті»               | Сток-он-Трент      | Британія          | 28,383    |
| «Сандерленд»              | Сандерленд         | Стедіум оф Лайт   | 49,000    |
| «Тоттенгем Готспур»       | Лондон             | Вайт Харт Лейн    | 36,240    |
| «Вест Гем Юнайтед»        | Лондон             | Болейн Граунд     | 35,309    |
| «Віган Атлетік»           | Віган              | Ді-Дабл-Ю         | 25,138    |
| «Вулвергемптон Вондерерз» | Вулвергемптон      | Молінью           | 29,303    |

### Зміни тренерів
| Команда            | Старий тренер | Причина уходу             | Дата уходу        | Турнірна позиція | Новий тренер    | Дата призначення  | Турнірна позиція |
| ------------------ | ------------- | ------------------------- | ----------------- | ---------------- | --------------- | ----------------- | ---------------- |
| «Портсмут»         | Пол Гарт      | Звільнений                | 24 листопада 2009 | 20-е             | Аврам Грант     | 26 листопада 2009 | 20-е             |
| «Манчестер Сіті»   | Марк Гьюз     | Звільнений                | 19 грудня 2009    | 6-е              | Роберто Манчіні | 19 грудня 2009    | 6-е              |
| «Болтон Вондерерз» | Гарі Мегсон   | Звільнений                | 30 грудня 2009    | 18-е             | Овен Койл       | 8 січня 2010      | 18-е             |
| «Бернлі»           | Овен Койл     | Очолив «Болтон Вондерерз» | 8 січня 2010      | 14-е             | Браян Лоуз      | 13 січня 2010     | 14-е             |
| «Халл Сіті»        | Філ Браун     | Знятий з посади           | 15 березня 2010   | 19-е             | Аєйн Доуї       | 17 березня 2010   | 19-е             |

## Турнірна таблиця
| М  | Команда                 | І  | В  | Н  | П  | МЗ  | МП | РМ  | О    | Кваліфікація або пониження в класі                   |
| -- | ----------------------- | -- | -- | -- | -- | --- | -- | --- | ---- | ---------------------------------------------------- |
| 1  | Челсі (Ч)               | 38 | 27 | 5  | 6  | 103 | 32 | +71 | 86   | Груповий раунд Ліги чемпіонів УЄФА 2010–2011         |
| 2  | Манчестер Юнайтед       | 38 | 27 | 4  | 7  | 86  | 28 | +58 | 85   | Груповий раунд Ліги чемпіонів УЄФА 2010–2011         |
| 3  | Арсенал                 | 38 | 23 | 6  | 9  | 83  | 41 | +42 | 75   | Груповий раунд Ліги чемпіонів УЄФА 2010–2011         |
| 4  | Тоттенгем Готспур       | 38 | 21 | 7  | 10 | 67  | 41 | +26 | 70   | Плей-оф раунд Ліги чемпіонів УЄФА 2010–2011          |
| 5  | Манчестер Сіті          | 38 | 18 | 13 | 7  | 73  | 45 | +28 | 67   | Плей-оф раунд Ліги Європи УЄФА 2010–2011             |
| 6  | Астон Вілла             | 38 | 17 | 13 | 8  | 52  | 39 | +13 | 64   | Плей-оф раунд Ліги Європи УЄФА 2010–2011             |
| 7  | Ліверпуль               | 38 | 18 | 9  | 11 | 61  | 35 | +26 | 63   | 3-й кваліфікаційний раунд Ліги Європи УЄФА 2010–2011 |
| 8  | Евертон                 | 38 | 16 | 13 | 9  | 60  | 49 | +11 | 61   |                                                      |
| 9  | Бірмінгем Сіті          | 38 | 13 | 11 | 14 | 38  | 47 | −9  | 50   |                                                      |
| 10 | Блекберн Роверз         | 38 | 13 | 11 | 14 | 41  | 55 | −14 | 50   |                                                      |
| 11 | Сток Сіті               | 38 | 11 | 14 | 13 | 34  | 48 | −14 | 47   |                                                      |
| 12 | Фулгем                  | 38 | 12 | 10 | 16 | 39  | 46 | −7  | 46   |                                                      |
| 13 | Сандерленд              | 38 | 11 | 11 | 16 | 48  | 56 | −8  | 44   |                                                      |
| 14 | Болтон Вондерерз        | 38 | 10 | 9  | 19 | 42  | 67 | −25 | 39   |                                                      |
| 15 | Вулвергемптон Вондерерз | 38 | 9  | 11 | 18 | 32  | 56 | −24 | 38   |                                                      |
| 16 | Віган Атлетік           | 38 | 9  | 9  | 20 | 37  | 79 | −42 | 36   |                                                      |
| 17 | Вест Гем Юнайтед        | 38 | 8  | 11 | 19 | 47  | 66 | −19 | 35   |                                                      |
| 18 | Бернлі (Пн)             | 38 | 8  | 6  | 24 | 42  | 82 | −40 | 30   | Пониження до Чемпіонату Футбольної ліги              |
| 19 | Галл Сіті (Пн)          | 38 | 6  | 12 | 20 | 34  | 75 | −41 | 30   | Пониження до Чемпіонату Футбольної ліги              |
| 20 | Портсмут (Пн)           | 38 | 7  | 7  | 24 | 34  | 66 | −32 | 0191 | Пониження до Чемпіонату Футбольної ліги              |

Джерела: Barclays Premier League
Правила класифікації: 
1) очок; 2) різниця м'ячів; 3) кіл-ть забитих м'ячів.
1 «Портсмут» було оштрафовано на дев'ять очок за проблеми з виконанням фінансових зобов'язань.
(Ч) = Чемпіон; (Пн)/(В) = Понижено в класі/Вибув; (Пв) = Підвищення в класі; (ПП) = Переможець плей-оф; (Н) = Перехід до наступного раунду. 
Застосовується тільки коли сезон ще не закінчений: 
(К) = Кваліфікований до раунду турніру; (КН) = Кваліфікований до турніру, але не до конкретного раунду; (Д) = Дискваліфікований з турніру.

## Результати
| Вдома \ В гостях1       | АРС | АСТ | БІР | БЛБ | БОЛ | БЕР | ЧЕЛ | ЕВЕ | ФУЛ | ГАЛ | ЛІВ | МС  | МЮ  | ПОР | СТО | САН | ТОТ | ВГЮ | ВІГ | ВУЛ |
| Арсенал                 |     | 3–0 | 3–1 | 6–2 | 4–2 | 3–1 | 0–3 | 2–2 | 4–0 | 3–0 | 1–0 | 0–0 | 1–3 | 4–1 | 2–0 | 2–0 | 3–0 | 2–0 | 4–0 | 1–0 |
| Астон Вілла             | 0–0 |     | 1–0 | 0–1 | 5–1 | 5–2 | 2–1 | 2–2 | 2–0 | 3–0 | 0–1 | 1–1 | 1–1 | 2–0 | 1–0 | 1–1 | 1–1 | 0–0 | 0–2 | 2–2 |
| Бірмінгем Сіті          | 1–1 | 0–1 |     | 2–1 | 1–2 | 2–1 | 0–0 | 2–2 | 1–0 | 0–0 | 1–1 | 0–0 | 1–1 | 1–0 | 0–0 | 2–1 | 1–1 | 1–0 | 1–0 | 2–1 |
| Блекберн Роверз         | 2–1 | 2–1 | 2–1 |     | 3–0 | 3–2 | 1–1 | 2–3 | 2–0 | 1–0 | 0–0 | 0–2 | 0–0 | 3–1 | 0–0 | 2–2 | 0–2 | 0–0 | 2–1 | 3–1 |
| Болтон Вондерерз        | 0–2 | 0–1 | 2–1 | 0–2 |     | 1–0 | 0–4 | 3–2 | 0–0 | 2–2 | 2–3 | 3–3 | 0–4 | 2–2 | 1–1 | 0–1 | 2–2 | 3–1 | 4–0 | 1–0 |
| Бернлі                  | 1–1 | 1–1 | 2–1 | 0–1 | 1–1 |     | 1–2 | 1–0 | 1–1 | 2–0 | 0–4 | 1–6 | 1–0 | 1–2 | 1–1 | 3–1 | 4–2 | 2–1 | 1–3 | 1–2 |
| Челсі                   | 2–0 | 7–1 | 3–0 | 5–0 | 1–0 | 3–0 |     | 3–3 | 2–1 | 2–1 | 2–0 | 2–4 | 1–0 | 2–1 | 7–0 | 7–2 | 3–0 | 4–1 | 8–0 | 4–0 |
| Евертон                 | 1–6 | 1–1 | 1–1 | 3–0 | 2–0 | 2–0 | 2–1 |     | 2–1 | 5–1 | 0–2 | 2–0 | 3–1 | 1–0 | 1–1 | 2–0 | 2–2 | 2–2 | 2–1 | 1–1 |
| Фулгем                  | 0–1 | 0–2 | 2–1 | 3–0 | 1–1 | 3–0 | 0–2 | 2–1 |     | 2–0 | 3–1 | 1–2 | 3–0 | 1–0 | 0–1 | 1–0 | 0–0 | 3–2 | 2–1 | 0–0 |
| Галл Сіті               | 1–2 | 0–2 | 0–1 | 0–0 | 1–0 | 1–4 | 1–1 | 3–2 | 2–0 |     | 0–0 | 2–1 | 1–3 | 0–0 | 2–1 | 0–1 | 1–5 | 3–3 | 2–1 | 2–2 |
| Ліверпуль               | 1–2 | 1–3 | 2–2 | 2–1 | 2–0 | 4–0 | 0–2 | 1–0 | 0–0 | 6–1 |     | 2–2 | 2–0 | 4–1 | 4–0 | 3–0 | 2–0 | 3–0 | 2–1 | 2–0 |
| Манчестер Сіті          | 4–2 | 3–1 | 5–1 | 4–1 | 2–0 | 3–3 | 2–1 | 0–2 | 2–2 | 1–1 | 0–0 |     | 0–1 | 2–0 | 2–0 | 4–3 | 0–1 | 3–1 | 3–0 | 1–0 |
| Манчестер Юнайтед       | 2–1 | 0–1 | 1–0 | 2–0 | 2–1 | 3–0 | 1–2 | 3–0 | 3–0 | 4–0 | 2–1 | 4–3 |     | 5–0 | 4–0 | 2–2 | 3–1 | 3–0 | 5–0 | 3–0 |
| Портсмут                | 1–4 | 1–2 | 1–2 | 0–0 | 2–3 | 2–0 | 0–5 | 0–1 | 0–1 | 3–2 | 2–0 | 0–1 | 1–4 |     | 1–2 | 1–1 | 1–2 | 1–1 | 4–0 | 3–1 |
| Сток Сіті               | 1–3 | 0–0 | 0–1 | 3–0 | 1–2 | 2–0 | 1–2 | 0–0 | 3–2 | 2–0 | 1–1 | 1–1 | 0–2 | 1–0 |     | 1–0 | 1–2 | 2–1 | 2–2 | 2–2 |
| Сандерленд              | 1–0 | 0–2 | 3–1 | 2–1 | 4–0 | 2–1 | 1–3 | 1–1 | 0–0 | 4–1 | 1–0 | 1–1 | 0–1 | 1–1 | 0–0 |     | 3–1 | 2–2 | 1–1 | 5–2 |
| Тоттенгем Готспур       | 2–1 | 0–0 | 2–1 | 3–1 | 1–0 | 5–0 | 2–1 | 2–1 | 2–0 | 0–0 | 2–1 | 3–0 | 1–3 | 2–0 | 0–1 | 2–0 |     | 2–0 | 9–1 | 0–1 |
| Вест Гем Юнайтед        | 2–2 | 2–1 | 2–0 | 0–0 | 1–2 | 5–3 | 1–1 | 1–2 | 2–2 | 3–0 | 2–3 | 1–1 | 0–4 | 2–0 | 0–1 | 1–0 | 1–2 |     | 3–2 | 1–3 |
| Віган Атлетік           | 3–2 | 1–2 | 2–3 | 1–1 | 0–0 | 1–0 | 3–1 | 0–1 | 1–1 | 2–2 | 1–0 | 1–1 | 0–5 | 0–0 | 1–1 | 1–0 | 0–3 | 1–0 |     | 0–1 |
| Вулвергемптон Вондерерз | 1–4 | 1–1 | 0–1 | 1–1 | 2–1 | 2–0 | 0–2 | 0–0 | 2–1 | 1–1 | 0–0 | 0–3 | 0–1 | 0–1 | 0–0 | 2–1 | 1–0 | 0–2 | 0–2 |     |

Джерело: Barclays Premier League
1Команда-господар записана у лівому стовпчику.
Кольори: Голубий = господар переміг; Жовтий = нічия; Червоний = гості перемогли.
Для майбутніх матчів, позначених «п», існує стаття.

## Статистика
| Місце | Scorer              | Клуб                | Голи |
| ----- | ------------------- | ------------------- | ---- |
| 1     | Дідьє Дрогба        | «Челсі»             | 29   |
| 2     | Вейн Руні           | «Манчестер Юнайтед» | 26   |
| 3     | Даррен Бент         | «Сандерленд»        | 24   |
| 4     | Карлос Тевес        | «Манчестер Сіті»    | 23   |
| 5     | Френк Лемпард       | «Челсі»             | 22   |
| 6     | Фернандо Торрес     | «Ліверпуль»         | 18   |
| 6     | Джермейн Дефо       | «Тоттенгем Готспур» | 18   |
| 8     | Сеск Фабрегас       | «Арсенал»           | 15   |
| 9     | Еммануель Адебайор  | «Манчестер Сіті»    | 14   |
| 10    | Габрієль Агбонлахор | «Астон Вілла»       | 13   |
| 10    | Луї Саа             | «Евертон»           | 13   |

| Місце | Гравець        | Клуб                | Передачі |
| ----- | -------------- | ------------------- | -------- |
| 1     | Френк Лемпард  | «Челсі»             | 17       |
| 2     | Сеск Фабрегас  | «Арсенал»           | 15       |
| 3     | Дідьє Дрогба   | «Челсі»             | 13       |
| 4     | Джеймс Мілнер  | «Астон Вілла»       | 12       |
| 5     | Раян Гіггз     | «Манчестер Юнайтед» | 11       |
| 6     | Ніколя Анелька | «Челсі»             | 10       |
| 6     | Крейг Белламі  | «Манчестер Сіті»    | 10       |
| 6     | Аарон Леннон   | «Тоттенгем Готспур» | 10       |
| 6     | Нані           | «Манчестер Юнайтед» | 10       |
| 6     | Ешлі Янг       | «Астон Вілла»       | 10       |

### Загалом
- Найбільше перемог – «Челсі» та «Манчестер Юнайтед» (27)
- Найменше перемог – «Халл Сіті» (6)
- Найбільше поразок – «Бернлі» та «Портсмут» (24)
- Найменше поразок – «Челсі» (6)
- Найбільше забито – «Челсі» (103)
- Найменше забито – «Вулвергемптон Вондерерз» (32)
- Найбільше пропущено – «Бернлі» (82)
- Найменше пропущено – «Манчестер Юнайтед» (28)
- Найкраща різниця голів - «Челсі» (+71)
- Найгірша різниця голів - «Віган Атлетік» (−42)

### Вдома
- Найбільше перемог – «Челсі» (17)
- Найменше перемог – «Портсмут» та «Вулвергемптон Вондерерз» (5)
- Найбільше поразок – «Портсмут» (11)
- Найменше поразок – «Челсі» (1)
- Найбільше забито – «Челсі» (68)
- Найменше забито – «Вулвергемптон Вондерерз» (13)
- Найбільше пропущено – «Портсмут» (32)
- Найменше пропущено – «Манчестер Юнайтед» and «Тоттенгем Готспур» (12)

### У гостях
- Найбільше перемог – «Манчестер Юнайтед» (11)
- Найменше перемог – «Халл Сіті» (0)
- Найбільше поразок – «Бернлі» (17)
- Найменше поразок – «Манчестер Сіті» (4)
- Найбільше забито – «Арсенал» та «Челсі» (35)
- Найменше забито – «Портсмут» та «Сток Сіті» (10)
- Найбільше пропущено – «Віган Атлетік» (55)
- Найменше пропущено – «Манчестер Юнайтед» (16)

## Нагороди

### Щомісячні нагороди
| Місяць   | Тренер місяця   | Тренер місяця       | Гравець місяця  | Гравець місяця      |
| Місяць   | Тренер          | Клуб                | Гравець         | Клуб                |
| -------- | --------------- | ------------------- | --------------- | ------------------- |
| серпень  | Гаррі Реднап    | «Тоттенгем Готспур» | Джермейн Дефо   | «Тоттенгем Готспур» |
| вересень | Алекс Фергюсон  | «Манчестер Юнайтед» | Фернандо Торрес | «Ліверпуль»         |
| жовтень  | Рой Годжсон     | «Фулхем»            | Робін ван Персі | «Арсенал»           |
| листопад | Карло Анчелотті | «Челсі»             | Джиммі Буллард  | «Халл Сіті»         |
| грудень  | Алекс Макліш    | «Бірмінгем Сіті»    | Карлос Тевес    | «Манчестер Сіті»    |
| січень   | Девід Моєс      | «Евертон»           | Вейн Руні       | «Манчестер Юнайтед» |
| лютий    | Рой Годжсон     | «Фулхем»            | Марк Шварцер    | «Фулхем»            |
| березень | Девід Моєс      | «Евертон»           | Флоран Малуда   | «Челсі»             |
| квітень  | Мартін О'Ніл    | «Астон Вілла»       | Гарет Бейл      | «Тоттенгем Готспур» |

### Нагороди за сезон

#### Гравець року за версією ПФА
Лауреатом нагороди «Гравець року за версією ПФА» став Вейн Руні.

#### Молодий гравець року за версією ПФА
Лауреатом нагороди «Молодий гравець року за версією ПФА» був визнаний Джеймс Мілнер.

#### Гравець року англійської Прем'єр-ліги
«Гравцем року англійської Прем'єр-ліги» було визнано Вейна Руні з «Манчестер Юнайтед».

#### Тренер року англійської Прем'єр-ліги
63-річний наставник «Тоттенгем Готспур» Гаррі Реднап став «Тренером року англійської Прем'єр-ліги».

#### Золотий бутс англійської Прем'єр-ліги
Нападник «Челсі» Дідьє Дрогба здобув «Золотий бутс англійської Прем'єр-ліги», забивши 29 голів у 32 матчах команди. Для івуарійця цей титул найкращого бомбардира Прем'єр-ліги став другим у кар'єрі.

#### Нагорода «За заслуги» Англійської Прем'єр-ліги
Лауреатом нагороди «За заслуги» Англійської Прем'єр-ліги став клуб «Челсі», якому вдалося уперше в історії змагання перетнути рубіж у 100 забитих голів протягом сезону.